# Odd Geir Sæther
Odd Geir Sæther, född 24 februari 1941, är en norsk filmfotograf och TV-regissör som har varit involverad i många norska och internationella långfilmer, reklamfilmer och informationsfilmer.
Sæther debuterade 1960 som kameraassistent på filmen Petter fra Ruskøy och som chefsfotograf på Arne Skouens Vaktpostene från 1965. Under samma period fotograferade han även Reisen til havet (1966) och Musikanter (1967). Genom stora uppdrag på 1970-talet blev han så småningom en av Norges ledande filmfotografer. 1970 började han som fotograf på NRK i tv-serierna Alberta (1972) och Edvard Munch (1974). Under 1970-talet arbetade han även i flera utländska produktioner, bland annat i Tyskland, Frankrike och Sverige, där han fotograferade Bo Widerbergs Mannen på taket (1976). 2006 hade han ett fotouppdrag i David Lynchs dramamysterium Inland Empire.
Sæther har även haft regiuppdrag, bland annat filmkomedin Gröna hissen från 1981, och flera av NRK TV-teaterns uppsättningar under perioden 1979-1981.